# Transformatorenhaus Moritzzwinger

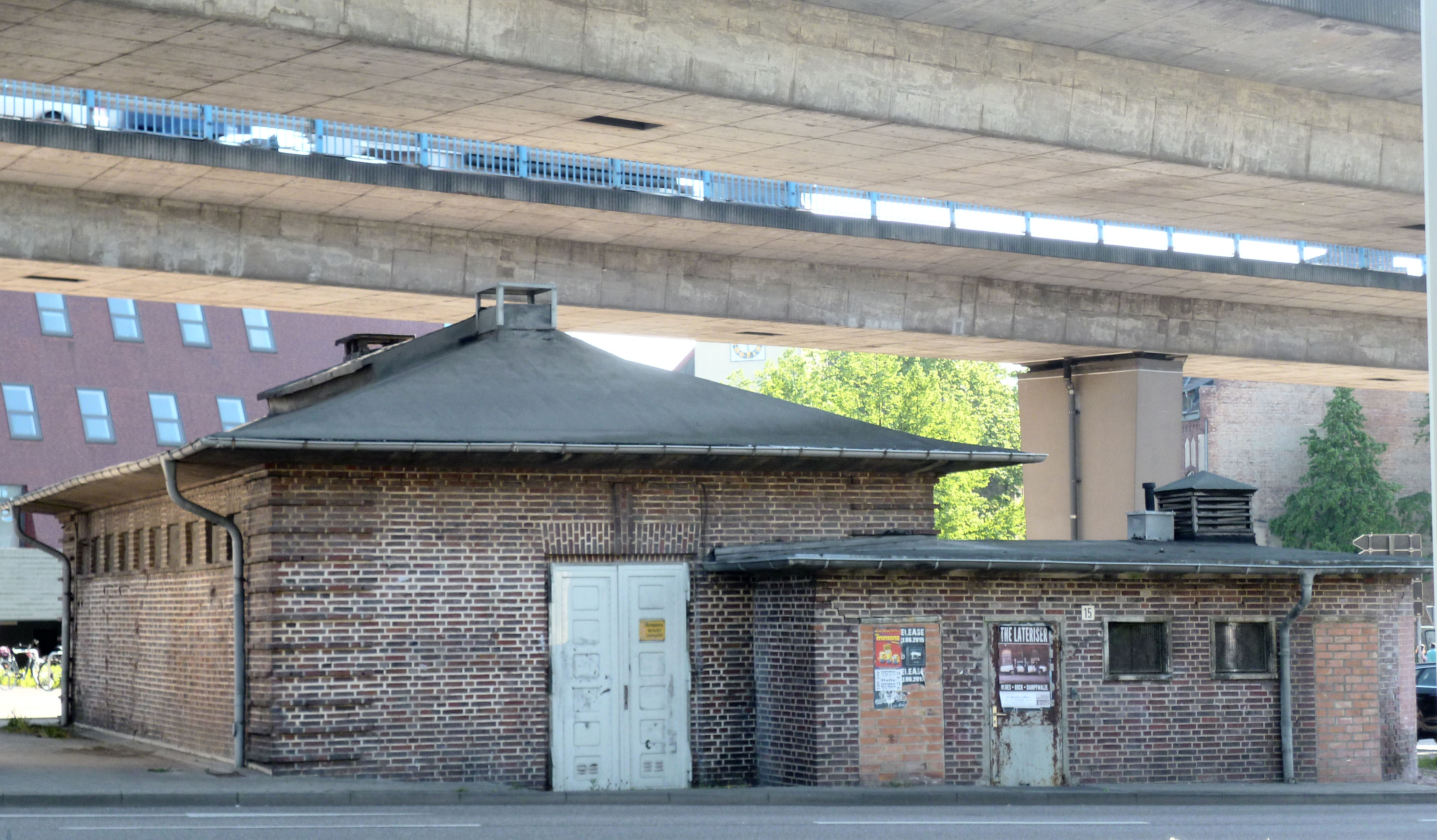
Transformatorenhaus Moritzzwinger (2016)

Das Transformatorenhaus Moritzzwinger ist ein für das Stromnetz der Stadt Halle (Saale) errichtetes Gebäude, das unter Denkmalschutz steht.

## Geschichte und Baubeschreibung
In den 1920er-Jahren erfolgte mit der Umstellung von Gleichstrom auf Wechselstrom die Modernisierung des halleschen Stromnetzes. An neuralgischen Punkten der Stadt wurden Transformatorenhäuser errichtet, um die Stromversorgung zu dezentralisieren, darunter auch am Moritzzwinger zwischen der Altstadt und der Vorstadt Glaucha. Stadtbaurat Wilhelm Jost, der im Auftrag der Werke der Stadt Halle AG (WEHAG) wirkte, entschied sich in den meisten Fällen für Backsteinbauten und stilistisch für eine Mixtur von Neuer Sachlichkeit und Expressionismus. Um die Bauten nicht eintönig werden zu lassen, wurde jeder individuell angepasst.
Der Bau am Moritzzwinger – Teil des südlichen Altstadtrings – entstand im Jahr 1927 zwischen den Kirchen St. Franziskus und St. Elisabeth und St. Georgen sowie der Moritzkirche, die sich jeweils nur etwa 100 bis 150 Meter von ihm entfernt befinden. Das Transformatorenhaus besteht aus einem rechteckigen Gebäudeteil im Osten und einem halbrunden Gebäudeteil im Nordwesten. Dieser nordwestliche Anbau beherbergte einen Kiosk. Mit dem Bau der im Jahr 1971 errichteten Hochstraßenbrücken über das Gebäude hinweg und der damit verbundenen Konzentration der Verkehrsflüsse auf den westlich benachbarten Glauchaer Platz als Zubringer für die Anbindung an Halle-Neustadt ging die Kiosknutzung auf der Verkehrsinsel endgültig ein.
Die Fenster des Anbaus sind daher heute teilweise vermauert. Das Hauptgebäude wie auch der etwas flachere Anbau weisen rechteckige Fenster auf. Während diese am Anbau an der Nordseite in mittlerer Höhe zu finden sind, sind sie am Hauptbau nach oben verlagert. An der Ostseite finden sich zehn, an der Westseite wegen des Anbaus nur acht solcher Fenster. Nord- und Südfassaden werden von großen Eingängen geprägt. Die Ecken wurden mit jeweils zehn bis elf Reihen auf die Fassade aufgesetzter Backsteine hervorgehoben, das Walmdach wurde vorkragend gestaltet. Auf dem Dach finden sich drei Entlüftungsöffnungen, die optisch an Schornsteine angelehnt sind.
Die Transformatorenstation ist als Baudenkmal im Denkmalverzeichnis mit der Erfassungsnummer 094 96955 eingetragen.